# Parque São Luiz
Parque São Luiz é um bairro de Teresópolis, cidade localizada no interior do estado do Rio de Janeiro.

## Demografia
De acordo com o Instituto Brasileiro de Geografia e Estatística (IBGE), sua população no ano de 2010 era de 774 habitantes, sendo 416 mulheres (53.7%) e 358 homens (46.3%), possuindo um total de 331 domicílios.

## Cultura
No bairro, é sediado diversos eventos culturais promovidos pela Prefeitura, através da Secretaria de Cultura.[carece de fontes?]